# سیارک ۴۳۱۶
سیارک ۴۳۱۶ (به انگلیسی: 4316 Babinkova، نامگذاری:1979TZ1) چهار هزار و سیصد و شانزدهمین سیارک کشف شده‌است که در ۱۴ اکتبر ۱۹۷۹ کشف شد.
قدر مطلق سیارک برابر ۱۲٫۵۰ است.